# Liligo.com
Liligo.com es un motor de búsqueda gratuito especializado en viajes. Su buscador de precios incluye vuelos, trenes, buses, carpooling, autos de alquiler y hoteles, encontrados en sitios de viajes. La compañía tiene oficinas en París, Barcelona y Budapest, y el sitio web está disponible en 8 idiomas: español, francés, inglés, italiano, alemán, portugués, húngaro y rumano.

## Historia
Liligo.com, creado por Findworks Technologies, fue lanzado el 19 de septiembre de 2006. En septiembre de 2010 la SNCF, a través de su sitio SNCF-Voyages, tomó una participación mayoritaria en el capital de liligo.com, por un valor de 20 millones de euros. En 2013, Liligo.com fue revendido a la compañía eDreams ODIGEO.
En septiembre de 2015, Liligo.com adquirió la web de viajes VoyagerMoinsCher.com. En 2016, coincidiendo con su décimo aniversario, Liligo.com presentó su nuevo buscador de viajes multitransporte, que compara vuelos con medios de transporte terrestre, como trenes, autobuses o coche compartido.

## Herramientas
Liligo.com dispone de diversas herramientas, como el Buscador de ideas, las alertas de precios o el Magazine del Viajero, además de aplicaciones móviles para iOS y Android.

## Premios
Liligo.com ha obtenido el premio al comparador más popular durante 4 años consecutivos, en los premios “Site de l’Année” de Francia.